# Daniil Danilovič Aršinskij
Daniil Danilovič Aršinskij (rusky Василий Данилович Поярков, † 1676) byl ruský šlechtic (syn bojarský) a úředník působící na Sibiři, správce Něrčinska a tobolský vojevoda.

## Život
Otec Daniila Aršinského pocházel z Litvy, Daniil se narodil v Tare v Tobolské gubernii. Sloužil v hodnosti syna bojarského, připomínán je od počátku 40. let 17. století.
Roku 1669 byl jmenován správcem (приказным человеком) Něrčinska a okolních ostrohů. Zde mimo jiné v reakci na stížnosti představitelů říše Čching na útoky kozáků z Albazinu (který podléhal Něrčinsku) a požadavek vydání evenckého náčelníka Gantimura (který roku 1667 přešel se svými lidmi od Čchingů k Rusům) zakázal albazinským napadat Daury a Ďučery poddané Čchingům a vyslal do Pekingu desátníka Ignatije Milovanova k jednání s čchingským panovníkem. Milovanova vybavil listem, v němž čchingského panovníka vyzýval k podřízení se carovi, odmítnutí vydat Gantimura vysvětloval jeho stářím a nemocí a neexistencí carského rozhodnutí o něm a albazinské kozáky omlouval s tím, že jen reagovali na agresi Daurů a Ďučerů. V Pekingu úředníci z jeho listu při překladu zřejmě vynechali pasáže, které mohly urazit čchingského císaře Kchang-siho, a Milovanov byl proto přijat blahovolně.
Roku 1672 požádal o odvolání, následující rok ho nahradil Pavel Šulgin. Po příjezdu do Moskvy Aršinskij obdržel za úspěšnou službu v Něrčinsku vyznamenání a odměnu. Nicméně roku 1676 ruský vyslanec Nikolaj Spafarij čchingkým úředníkům tvrdil, že Aršinskij je v carské nemilosti za svévolné chování ve službě.
Roku 1674 byl jmenován vojevodou a působil při přechodu do ruského poddanství Kalmyků na řece Išim vedených tajšim Dundukem.
Jeho syn Ivan byl vojevodou v Ťumeni.